# Denys Wilkinson
Denys Haigh Wilkinson FRS (Leeds, 5 de setembro de 1922) é um físico nuclear britânico.
Foi educado em Loughborough Grammar School e Jesus College (Cambridge). Detém o maior grau de ScD, um diploma e um grau HonFilDr HonLLD.
Foi eleito membro da Royal Society em 1956, ganhou a Medalha Hughes em 1965 e a Medalha Real em 1980. Sir Denys foi um membro honorário do Jesus College, Cambridge, desde 1961. De 1976 a 1987 foi Vice-Reitor da Universidade de Sussex (nomeação, professor emérito de Física em 1987). Foi nomeado cavaleiro em 1974.
Em 2001, o Laboratório de Física Nuclear na Universidade de Oxford , que ele ajudou a criar foi rebatizado como Edifício Wilkinson Denys em sua honra. 